# STS-105
STS-105 est la trentième mission de la navette spatiale Discovery et la onzième mission vers la Station spatiale internationale (ISS).

## Équipage
- Scott J. Horowitz (4), Commandant  États-Unis
- Frederick W. Sturckow (2), Pilote  États-Unis
- Daniel T. Barry (3), Spécialiste de mission  États-Unis
- Patrick G. Forrester (1), Spécialiste de mission  États-Unis

### Membre d'équipage pour l'ISS
- Frank L. Culbertson, Jr. (3), Commandant de l'ISS  États-Unis
- Mikhail Tyurin (1), Ingénieur de vol ISS  Russie
- Vladimir N. Dejourov (2), Commandant de Soyouz  Russie

### Membre d'équipage de retour de l'ISS
- Iouri V. Ousatchev (4), Commandant de l'ISS  Russie
- James S. Voss (5), Ingénieur de vol ISS  États-Unis
- Susan J. Helms (5), Officier scientifique ISS  États-Unis

Le chiffre entre parenthèses indique le nombre de vols spatiaux effectués par l'astronaute, STS-105 inclus.

## Paramètres de la mission
- Masse :
  - Navette au lancement : 116 914 kg
  - Navette à vide : 100 824 kg
  - Chargement : 9 072 kg
- Périgée : 373 km
- Apogée : 402 km
- Inclinaison : 51,6°
- Période : 92,3 min

### Amarrage à la station ISS
- Début : 12 août 2001, 18 h 41 min 46 s UTC
- Fin : 20 août 2001, 14 h 51 min 30 s UTC
- Temps d'amarrage : 9 jours, 20 heures, 9 minutes 44 secondes

### Sorties dans l'espace
- Barry et Forrester  - EVA 1
- Début de EVA 1 : 16 août 2001 - 13h58 UTC
- Fin de EVA 1 : 16 août 2001 - 20h14 UTC
- Durée : 6 heures, 16 minutes

- Barry et Forrester  - EVA 2
- Début de EVA 2 : 18 août 2001 - 13h42 UTC
- Fin de EVA 2 : 18 août 2001 - 19h11 UTC
- Durée : 5 heures, 29 minutes

## Objectifs
- Mission logistique vers l'ISS
- Rotation d'équipage de l'ISS